# Hasan Minhaj
Hasan Minhaj (Califórnia, 23 de setembro de 1985) é um comediante, escritor, produtor cinematográfico, ator e apresentador de televisão norte-americano. Em 2019, foi incluído na lista de 100 pessoas mais influentes do mundo do ano.